# Carquefou
 Carquefou  (en galo Carqefou) es una comuna y población de Francia, en la región de País del Loira, departamento de Loira Atlántico, en el distrito de Nantes. Es el chef-lieu y mayor población del cantón de su nombre.

## Demografía
| 2 273 | 1 259 | 2 156 | 2 379 | 2 690 | abs. | 2 912 | 2 899 | 2 891 | 2 810 | 2 897 | 2 799 | 2 782 | 2 932 | 2 909 | 2 902 | 2 751 | 2 670 | 2 843 | 2 609 | 2 586 | 2 538 | 2 472 | 2 635 | 3 026 | 3 169 | 3 287 | 3 744 | 6 239 | 9 664 | 12 877 | 15 377 | 17 956 |
| Para los censos de 1962 a 1999 la población legal corresponde a la población sin duplicidades (Fuente: INSEE [Consultar]) |       |       |       |       |      |       |       |       |       |       |       |       |       |       |       |       |       |       |       |       |       |       |       |       |       |       |       |       |       |        |        |        |

Su población municipal en 2007 era de 17 956 habitantes. Forma parte de la aglomeración urbana de Nantes.
Está integrada en la Communauté urbaine Nantes Métropole .